# Malacoscylus xanthotaenius
Malacoscylus xanthotaenius là một loài bọ cánh cứng trong họ Cerambycidae.